# Dorothy Davenport
Dorothy Davenport (13 maart 1895 - 12 oktober 1977) was een Amerikaanse actrice, regisseur en producente.

## Levensloop en carrière
Davenport werd geboren als dochter van acteur Harry Davenport (1866-1949). Haar grootvader Edward Loomis Davenport (1816-1877) was een bekend theateracteur in de 19de eeuw. 
Davenport begon haar carrière in 1910. In 1912 was Wallace Reid haar tegenspeler in His Only Son. De twee raakten verliefd en huwden in 1913. Davenport speelde na 1916 nog sporadisch in films. Haar man was intussen een grote ster in Hollywood. Zelf ging ze aan het werk aan als filmproducente. In 1923 overleed haar man aan een morfineverslaving. Hierop maakte ze een autobiografische film: Human Wreckage, waarin ze ook zelf de hoofdrol speelde. Ze zou blijven regisseren en produceren tot 1956. 
In 1977 overleed ze op 82-jarige leeftijd. Samen met Reid had ze 1 zoon, Wallace Reid jr. (1917-1990). Davenport is begraven op Forest Lawn Memorial Park (Glendale).